# Gaoyou
Gaoyou léase: Káo-Yóu (en chino:高邮市; pinyin:Gāoyóu Shi) es un municipio bajo la administración directa de la ciudad-prefectura de Yangzhou, provincia de Jiangsu, al este de la República Popular China. Gaoyou yace en la llanura aluvial de Huanghua con una altitud promedio de 3 m s. n. m. Su área total es de 1962 km² y su población proyectada para 2017 fue de 811 800 habitantes.
Gaoyou es una ciudad declarada Patrimonio de la Humanidad, una ciudad histórica y cultural nacional y una zona de turismo nacional. Se encuentra en el centro geográfico y geométrico de la provincia de Jiangsu y el delta del río Yangtze, en la zona de transición de Shanghái y el área metropolitana de Nankín. Es una importante puerta de entrada a la Unión Soviética y una ciudad a nivel de condado en el área metropolitana de Nankín. Es la ciudad natal de las canciones populares chinas, la ciudad natal de la poesía china, la ciudad natal de las filatelias nacionales y la ciudad natal de la arquitectura china. Gaoyou tiene una historia de más de 7000 años de civilización y una historia desde su construcción de 2242 años. 
Qin Shi Huang construyó una plataforma alta y un quiosco postal aquí en el 223 a. C. Es la única ciudad en China con más de 2000 condados.
Gaoyou ha ganado entre las 100 mejores ciudades en la economía del condado de China. Ciudad ecológica nacional , la ciudad de decoturismo más hermosa de China, ciudad nacional de la salud , las 100 principales competencias globales de China y las 100 ciudades más importantes de China, Las ciudades de los condados de China, el índice de mayor bienestar integral de las 100 principales, el mayor potencial de inversión de las 100 principales de China. En noviembre de 2018 ocupó el puesto 21 en la lista de las 100 ciudades más felices de China. Fue seleccionada en el puesto 31 en el top 100 empresas de innovación de China.  

## Administración
Desde 2017 la ciudad de Gaoyou se dividen en 13 pueblos  , que se administran en 2 subdistritos, 10 poblados, 1 aldea, además cuenta con 4 zonas de desarrollo para el comercio, la ciencia y la educación.